# Nordiska rekord i friidrott

## Nordiska rekord som också är världsrekord
- Världsrekord satta av nordiska friidrottare och alltså också är nordiska rekord

## Utomhus

### Män
| Gren           | Resultat | Person                                                                  | Land    | Datum             | Plats                    |
| -------------- | --- | ----------------------------------------------------------------------- | ------- | ----------------- | ------------------------ |
| 100 m          | 9,99 s | Jaysuma Saidy Ndure                                                     | Norge   | 30 juni 2011      | Lausanne, Schweiz        |
| 200 m          | 19,89 s | Jaysuma Saidy Ndure                                                     | Norge   | 23 september 2007 | Stuttgart, Tyskland      |
| 400 m          | 44,39 s | Håvard Bentdal Ingvaldsen                                               | Norge   | 20 augusti 2023   | Budapest, Ungern         |
| 800 m          | 1.41,11 | Wilson Kipketer                                                         | Danmark | 24 augusti 1997   | Köln, Tyskland           |
| 1 500 m        | 3.26,73 | Jakob Ingebrigtsen                                                      | Norge   | 12 juli 2024      | Monaco                   |
| 5 000 m        | 12.44,27 | Andreas Almgren                                                         | Sverige | 15 juni 2025      | Stockholm, Sverige       |
| 10 000 m       | 26.52,87 | Andreas Almgren                                                         | Sverige | 16 mars 2024      | San Juan Capistrano, USA |
| Halvmaraton    | 59.23 | Andreas Almgren                                                         | Sverige | 11 februari 2024  | Barcelona, Spanien       |
| Maraton        | 2.05.48 | Sondre Nordstad Moen                                                    | Norge   | 3 december 2017   | Fukuoka, Japan           |
| 3 000 m hinder | 8.05,75 | Mustafa Mohamed                                                         | Sverige | 28 juli 2007      | Heusden-Zolder, Belgien  |
| 110 m häck     | 13,31 s | Elmo Lakka                                                              | Finland | 2 juni 2021       | Jyväskylä, Finland       |
| 400 m häck     | 45,94 s | Karsten Warholm                                                         | Norge   | 3 augusti 2021    | Tokyo, Japan             |
| Höjdhopp       | 2,42 m | Patrik Sjöberg                                                          | Sverige | 30 juni 1987      | Stockholm, Sverige       |
| Stavhopp       | 6,29 m | Armand Duplantis                                                        | Sverige | 12 augusti 2025   | Budapest, Ungern         |
| Längdhopp      | 8,44 m | Michel Tornéus                                                          | Sverige | 10 juli 2016      | Sierra Nevada, Spanien   |
| Tresteg        | 17,79 m | Christian Olsson                                                        | Sverige | 22 augusti 2004   | Aten, Grekland           |
| Kula           | 21,69 m | Reijo Ståhlberg                                                         | Finland | 5 april 1979      | Fresno, USA              |
| Diskus         | 71,86 m | Daniel Ståhl                                                            | Sverige | 29 juni 2019      | Bottnaryd, Sverige       |
| Slägga         | 83,30 m | Olli-Pekka Karjalainen                                                  | Finland | 14 juli 2004      | Lahtis, Finland          |
| Spjut          | 93,09 m | Aki Parviainen                                                          | Finland | 26 juni 1999      | Kuortane, Finland        |
| Tiokamp        | 8909 p | Sander Skotheim                                                         | Norge   | 1. juni 2025      | Atlanta, USA             |
| Tiokamp        | 10,70 s (100 m), 8,06 m (längd), 13,98 m (kula), 2,15 m (höjd), 47,47 s (400 m), 14,12 s (110 m häck), 49,18 m (diskus), 5,10 m (stav), 61,47 m (spjut), 4.23,88 min (1 500 m) |                                                                         |         |                   |                          |
| 4x100 m        | 38,16 s | Simon Hansen, Tazana Kamanga-Dyrbak, Kojo Musah, Frederik Schou-Nielsen | Danmark | 5 augusti 2021    | Tokyo, Japan             |
| 4x400 m        | 3.01,12 | Stig Lönnqvist, Ari Salin, Ossi Karttunen, Markku Kukkoaho              | Finland | 10 september 1972 | München, Västtyskland    |

Antal rekord per nation män ute:
| Nation  | Antal rekord |
| ------- | ------------ |
| Sverige | 9            |
| Norge   | 7            |
| Finland | 5            |
| Danmark | 2            |
| Island  | 0            |

### Kvinnor
| Gren           | Resultat | Person                                                           | Land    | Datum             | Plats                     |
| -------------- | --- | ---------------------------------------------------------------- | ------- | ----------------- | ------------------------- |
| 100 m          | 11,10 s | Ezinne Okparaebo                                                 | Norge   | 4 augusti 2012    | London, Storbritannien    |
| 200 m          | 22,39 s | Mona-Lisa Pursiainen                                             | Finland | 20 augusti 1973   | Moskva, Sovjetunionen     |
| 400 m          | 49,62 s | Henriette Jæger                                                  | Norge   | 12 juni 2025      | Oslo, Norge               |
| 800 m          | 1.58,10 | Hedda Hynne                                                      | Norge   | 15 september 2020 | Bellinzona, Schweiz       |
| 1 500 m        | 3.56,60 | Abeba Aregawi                                                    | Sverige | 10 maj 2013       | Doha, Qatar               |
| 5 000 m        | 14.31,07 | Karoline Bjerkeli Grøvdal                                        | Norge   | 16 juni 2022      | Oslo, Norge               |
| 10 000 m       | 30.13,74 | Ingrid Kristiansen                                               | Norge   | 5 juli 1986       | Oslo, Norge               |
| Halv maraton   | 1.06.40 | Ingrid Kristiansen                                               | Norge   | 5 april 1987      | Sandnes, Norge            |
| Maraton        | 2:21.06 | Ingrid Kristiansen                                               | Norge   | 21 april 1985     | London, Storbritannien    |
| 3 000 m hinder | 9.13,35 | Karoline Bjerkeli Grøvdal                                        | Norge   | 26 augusti 2017   | Sandnes, Norge            |
| 100 m häck     | 12,47 s | Ludmila Engquist                                                 | Sverige | 29 juli 1996      | Atlanta, USA              |
| 100 m häck     | 12,47 s | Ludmila Engquist                                                 | Sverige | 28 augusti 1999   | Sevilla, Spanien          |
| 400 m häck     | 53,55 s | Sara Petersen                                                    | Danmark | 18 augusti 2016   | Rio de Janeiro, Brasilien |
| Höjdhopp       | 2,06 m | Kajsa Bergqvist                                                  | Sverige | 26 juli 2003      | Eberstadt, Tyskland       |
| Stavhopp       | 4,85 m | Wilma Murto                                                      | Finland | 17 augusti 2022   | München, Tyskland         |
| Längdhopp      | 6,99 m | Erica Johansson                                                  | Sverige | 5 juli 2000       | Lausanne, Schweiz         |
| Tresteg        | 14,64 m | Kristiina Mäkelä                                                 | Finland | 19 augusti 2022   | München, Tyskland         |
| Kula           | 19,66 m | Fanny Roos                                                       | Sverige | 3 maj 2025        | Shaoxing, Kina            |
| Diskus         | 69,68 m | Mette Bergmann                                                   | Norge   | 27 maj 1995       | Florø, Norge              |
| Slägga         | 77,14 m | Krista Tervo                                                     | Finland | 11 juni 2025      | Lahtis, Finland           |
| Spjut          | 69,48 m | Trine Hattestad                                                  | Norge   | 28 juli 2000      | Oslo, Norge               |
| Sjukamp        | 7 032 p | Carolina Klüft                                                   | Sverige | 26 augusti 2007   | Osaka, Japan              |
| Sjukamp        | 13,15 s (100 m häck), 1,95 m (höjd), 14,81 m (kula), 23,38 s (200 m), 6,85 m (längd), 47,98 m (spjut), 2.12,56 min (800 m) |                                                                  |         |                   |                           |
| 4x100 m        | 43,37 s | Anu Pirttimaa, Sisko Hanhijoki, Sanna Hernesniemi, Marja Salmela | Finland | 21 augusti 1993   | Stuttgart, Tyskland       |
| 4x400 m        | 3.25,35 s | Tomine Eriksen, Amalie Iuel, Elisabeth Slettum, Henriette Jæger  | Norge   | 11 maj 2025       | Guangzhou , Kina          |

Antal rekord per nation damer utomhus:
| Nation  | Antal rekord |
| ------- | ------------ |
| Norge   | 11           |
| Sverige | 6            |
| Finland | 5            |
| Danmark | 1            |
| Island  | 0            |

## Inomhus

### Män
| Gren      | Resultat | Person                                                       | Land    | Datum            | Plats                       |
| --------- | --- | ------------------------------------------------------------ | ------- | ---------------- | --------------------------- |
| 60 m      | 6,52 s | Henrik Larsson                                               | Sverige | 8 mars 2025      | Apeldoorn, Nederländerna    |
| 200 m     | 20,47 s | Geir Moen                                                    | Norge   | 23 februari 1997 | Birmingham, Storbritannien  |
| 400 m     | 45,05 s | Karsten Warholm                                              | Norge   | 2 mars 2019      | Glasgow, Storbritannien     |
| 800 m     | 1.42,67 | Wilson Kipketer                                              | Danmark | 9 mars 1997      | Paris, Frankrike            |
| 1 500 m   | 3.31,80 | Jakob Ingebrigtsen                                           | Norge   | 9 februari 2021  | Liévin, Frankrike           |
| 3 000 m   | 7.44,76 | Mogens Guldberg                                              | Danmark | 10 mars 1991     | Sevilla, Spanien            |
| 5 000 m   | 13.39,71 | Mustafa Mohamed                                              | Sverige | 2 februari 2006  | Stockholm, Sverige          |
| 60 m häck | 7,54 s | Robert Kronberg                                              | Sverige | 9 mars 2001      | Lissabon, Portugal          |
| 60 m häck | 7,54 s | Robert Kronberg                                              | Sverige | 18 mars 2001     | Glasgow, Storbritannien     |
| Höjdhopp  | 2,41 m | Patrik Sjöberg                                               | Sverige | 1 februari 1987  | Pireus, Grekland            |
| Stavhopp  | 6,27 m | Armand Duplantis                                             | Sverige | 28 februari 2025 | Clermont-Ferrand, Frankrike |
| Längdhopp | 8,31 m | Thobias Montler                                              | Sverige | 5 mars 2021      | Toruń, Polen                |
| Tresteg   | 17,83 m | Christian Olsson                                             | Sverige | 7 mars 2004      | Budapest, Ungern            |
| Kula      | 22,09 m | Mika Halvari                                                 | Finland | 7 februari 2000  | Tammerfors, Finland         |
| Sjukamp   | 6 293 p | Jón Arnar Magnússon                                          | Island  | 7 mars 1999      | Maebashi, Japan             |
| Sjukamp   | 6,99 s (60 m), 7,69 m (längd), 16,08 m (kula), 2,02 m (höjd), 8,09 s (60 m häck), 5,00 m (stav), 2.39,55 min (1 000 m) |                                                              |         |                  |                             |
| 4x400 m   | 3.07,10 | Joni Jaako, Johan Wissman, Andreas Mokdasi, Mattias Claesson | Sverige | 12 mars 2006     | Moskva, Ryssland            |

Antal rekord per nation herrar inomhus:
| Nation  | Antal rekord |
| ------- | ------------ |
| Sverige | 7            |
| Norge   | 4            |
| Danmark | 2            |
| Finland | 1            |
| Island  | 1            |

### Kvinnor
| Gren      | Resultat                                                                               | Person                                                                 | Land    | Datum            | Plats                       |
| --------- | -------------------------------------------------------------------------------------- | ---------------------------------------------------------------------- | ------- | ---------------- | --------------------------- |
| 60 m      | 7,10 s                                                                                 | Ezinne Okparaebo                                                       | Norge   | 8 mars 2015      | Prag, Tjeckien              |
| 200 m     | 23,03 s                                                                                | Sanna Kyllönen                                                         | Finland | 14 mars 1993     | Toronto, Kanada             |
| 400 m     | 51,05 s                                                                                | Henriette Jäger                                                        | Norge   | 12 februari 2024 | Toruń, Polen                |
| 800 m     | 2.00,01                                                                                | Maria Akraka                                                           | Sverige | 19 februari 1998 | Stockholm, Sverige          |
| 1 500 m   | 3.57,91                                                                                | Abeba Aregawi                                                          | Sverige | 6 februari 2014  | Stockholm, Sverige          |
| 3 000 m   | 8.42,46                                                                                | Meraf Bahta                                                            | Sverige | 8 februari 2018  | Madrid, Spanien             |
| 5 000 m   | 15.06,49                                                                               | Sara Wedlund                                                           | Sverige | 25 februari 1996 | Stockholm, Sverige          |
| 60 m häck | 7,68 s                                                                                 | Susanna Kallur                                                         | Sverige | 10 februari 2008 | Karlsruhe, Tyskland         |
| Höjdhopp  | 2,08 m                                                                                 | Kajsa Bergqvist                                                        | Sverige | 4 februari 2006  | Arnstadt, Tyskland          |
| Stavhopp  | 4,81 m                                                                                 | Angelica Bengtsson                                                     | Sverige | 24 februari 2019 | Clermont-Ferrand, Frankrike |
| Längdhopp | 6,92 m                                                                                 | Carolina Klüft                                                         | Sverige | 7 mars 2004      | Budapest, Ungern            |
| Längdhopp | 6,92 m                                                                                 | Khaddi Sagnia                                                          | Sverige | 25 februari 2018 | Glasgow, Storbritannien     |
| Tresteg   | 14,38 m                                                                                | Kristiina Mäkelä                                                       | Finland | 8 februari 2019  | Madrid, Spanien             |
| Kula      | 19,30 m                                                                                | Axelina Johansson                                                      | Sverige | 4 februari 2023  | Lincoln, USA                |
| Femkamp   | 4 948 p                                                                                | Carolina Klüft                                                         | Sverige | 4 mars 2005      | Madrid, Spanien             |
| Femkamp   | 8,19 s (60 m häck), 1,93 m (höjd), 13,29 m (kula), 6,65 m (längd), 2.13,47 min (800 m) |                                                                        |         |                  |                             |
| 4x400 m   | 3.34,71                                                                                | Beatrice Dahlgren, Ellinor Stuhrmann, Erica Mårtensson, Louise Gundert | Sverige | 7 mars 2004      | Budapest, Ungern            |

Antal rekord per nation damer inne:
| Nation  | Antal rekord |
| ------- | ------------ |
| Sverige | 12           |
| Finland | 2            |
| Norge   | 1            |
| Island  | 0            |
| Danmark | 0            |

## Totalt antal nordiska rekord
| Nation  | Antal rekord |
| ------- | ------------ |
| Sverige | 34           |
| Norge   | 22           |
| Finland | 15           |
| Danmark | 5            |
| Island  | 0            |